# Roberto Palacios
Roberto Carlos Palacios Mestas[carece de fontes?] (Lima, 28 de dezembro de 1972) é um ex-jogador de futebol peruano que atuou como meia no Sporting Cristal.

## Carreira
Teve uma breve passagem pelo Cruzeiro em 1997, quando esteve na decisão do mundial interclubes, perdendo para o Borussia Dortmund. Após o mundial, retornou do empréstimo ao seu clube, Universidade Guadalajara do México. Algumas aparições em sua seleção em Copa América e Eliminatórias para Copa do Mundo de 1998 e 2002, mas sem muito destaque. Fez parte, também, do elenco da Seleção Peruana de Futebol da Copa América de 2004.[carece de fontes?]

## Títulos

### Clubes
Sporting Cristal
- Primera División Peruana: 1991, 1994, 1995, 1996

LDU Quito
- Serie A de Ecuador: 2005

### Internacional
Peru
- Kirin Cup: 1999

### Individual
- Peruvian Player on the Year: 1994, 1995, 1996